# Meshtastic
Meshtastic — це відкрите програмне та апаратне забезпечення для бездротової мережі, котра побудована на основі mesh алгоритмів. Ця мережа дозволяє спілкуватися між пристроями без використання Інтернету або іншої комунікаційної інфраструктури. Основна технологія — LoRa, радіо протокол великої дальності, доступний для більшості регіонів без додаткового ліцензування та сертифікації. Вузли на Lora синхронізуються для обміну короткими текстовими повідомленнями між віддаленими кореспондентами, між котрими неможливий прямий радіозв'язок.
Meshtastic — це проєкт, заснований на технології LoRa, який дозволяє використовувати недорогі передавачі для зв'язку на великих відстанях у місцях, де немає або є ненадійний доступ до традиційної комунікаційної інфраструктури. Ці пристрої ідеально підходять для активного відпочинку, як-от піші прогулянки, лижі, велоспорт, або будь-якої іншої діяльності, де відсутній стабільний Інтернет. Кожен учасник мережі може бачити місцезнаходження інших учасників, дізнаватися відстань до них і надсилати текстові повідомлення в груповому чаті або особисто.
Радіостанції в мережі Meshtastic автоматично передають отримані повідомлення іншим станціям, створюючи таким чином розподілену мережу. Це дозволяє кожному учаснику отримувати повідомлення, навіть якщо він знаходиться далеко від інших. Залежно від налаштувань, мережа може підтримувати до 100 пристроїв, але в теорії може бути підключено й більше.
Основна мета проєкту Meshtastic — це забезпечення енергоефективного та далекобійного зв'язку в радіодіапазонах, для використання яких не потрібно ліцензії. Проєкт розроблений для обміну текстовими повідомленнями та даними в умовах, коли немає традиційної мережевої інфраструктури. Завдяки цьому, Meshtastic підходить для IoT-проєктів, де необхідна децентралізована система зв'язку без залежності від мобільних операторів чи інтернет-з'єднання.

## Особливості та сценарії використання
- Велика дистанція зв'язку (рекорд земля — земля 331 км[6]).
- Для зв'язку телефон не обов'язковий
- Децентралізований зв'язок — єдиний маршрутизатор не потрібен
- Зашифроване спілкування
- Відмінний час автономної роботи (залежить від пристрою, але програмно закладена енергоефективність)
- Додаткові функції визначення місцезнаходження на основі GPS (можна вимкнути, або надсилати фейкову локацію)

Варіанти сценаріїв застосування:
1. Екстрений цифровий зв'язок при надзвичайних ситуаціях: Meshtastic може бути корисним в умовах, коли відключено електропостачання або немає доступу до традиційних засобів зв'язку. Це дає змогу підтримувати зв'язок навіть в умовах повної відсутності інфраструктури.
2. Пошук втрачених людей: Завдяки надійній мережі і можливості передачі координат, Meshtastic може бути використаний для пошуку та відстеження людей в умовах обмеженого покриття або в екстрених ситуаціях.
3. Створення радіомережі серед однодумців: Meshtastic дозволяє організувати децентралізовану радіомережу, яка може функціонувати в межах району чи навіть на більших відстанях. Така мережа може автоматично самоорганізовуватись та служити основою для локальних проектів без залежності від мобільних операторів.
4. Передача телеметрії: Здатність передавати легку телеметрію робить Meshtastic ідеальним для моніторингу таких параметрів, як показники метеостанцій, дозиметрів, датчиків температури чи вологості.
5. Спортивні заходи на відкритому повітрі: Для туристичних активностей, таких як піші прогулянки горами, катання на лижах, човнах або використання квадрокоптерів, де покриття мобільним зв'язком обмежене, Meshtastic є надійним засобом зв'язку на великій відстані.
6. Рішення для специфічних потреб, де звичні GPS-комунікатори не працюють: Наприклад, для пілотів квадрокоптерів, планеристів або учасників інших специфічних заходів, де потрібна додаткова гнучкість у налаштуванні функцій.
7. Безпечний зв'язок на великій відстані: В умовах відсутності покриття мобільних операторів, Meshtastic дає змогу організувати безпечний зв'язок всередині групи на великих відстанях, що є важливим для груп, які працюють в польових умовах.
8. Спілкування з друзями на фестивалях або в кемпінгу: Meshtastic дозволяє організувати зв'язок між друзями або родиною на фестивалях, кемпінгах чи інших заходах, де традиційні засоби зв'язку можуть бути обмеженими або відсутніми.
9. Обмін даними про погоду між сусідами: Завдяки можливості обміну даними через Meshtastic, користувачі можуть ділитися даними з власних метеостанцій або інших сенсорів для автономних систем домашньої автоматизації, що дозволяє зберігати незалежність від інтернет-послуг.
10. Відстеження транспорту та зв'язок в екстрених ситуаціях: Meshtastic може бути використаний для відстеження руху транспорту, а також для забезпечення зв'язку між транспортними засобами або групами людей в умовах екстрених ситуацій, коли інші засоби зв'язку не доступні.

## Апаратне Забезпечення
Meshtastic використовує апаратні плати для розробки, такі як ESP32 i nRF52840, які підтримують технології зв'язку LoRa та BLE, а також GNSS-приймачі. Ці пристрої забезпечують зручне підключення до мобільного додатка через Bluetooth або Wi-Fi, дозволяючи передавати повідомлення на великі відстані через mesh-мережу за допомогою LoRa-трансиверів. Така система ідеально підходить для створення комунікаторів, які не залежать від традиційної інфраструктури. Також доступні комерційні плати та набори Meshtastic, спеціально розроблені для цієї технології.

### Підтримуване обладнання

#### Контролери
Meshtastic підтримує широкий спектр мікроконтролерів, які забезпечують високу продуктивність, енергоефективність та можливості бездротового зв'язку. Основними мікроконтролерами, що використовуються в пристроях на базі Meshtastic, є:
- ESP32 — популярний 32-бітний мікроконтролер від Espressif, що має потужні обчислювальні ресурси, вбудований Wi-Fi та Bluetooth, а також широкий вибір модифікацій (ESP32, ESP32-C3, ESP32-C6, ESP32-S2, ESP32-S3).
- nRF52840 — енергоефективний 32-бітний мікроконтролер від Nordic Semiconductor, що підтримує Bluetooth Low Energy (BLE) та має низьке енергоспоживання, що робить його ідеальним для портативних рішень.
- RP2040, RP2350 — двоядерний мікроконтролер від Raspberry Pi Foundation, що пропонує гарне співвідношення продуктивності та енергоспоживання, а також гнучкість у використанні.
- STM32 — сімейство 32-бітних мікроконтролерів від STMicroelectronics, які побудовані на основі архітектури ARM Cortex-M. Вони пропонують широкий діапазон продуктивності, від енергоефективних STM32L до потужних STM32F та STM32H. Завдяки підтримці різних інтерфейсів зв'язку, включаючи SPI, I2C, UART і навіть LoRa, ці мікроконтролери добре підходять для використання в пристроях Meshtastic. Особливо популярні моделі з вбудованим LoRa-модемом або з підтримкою зовнішніх радіочастотних модулів.

#### Модулі приймача

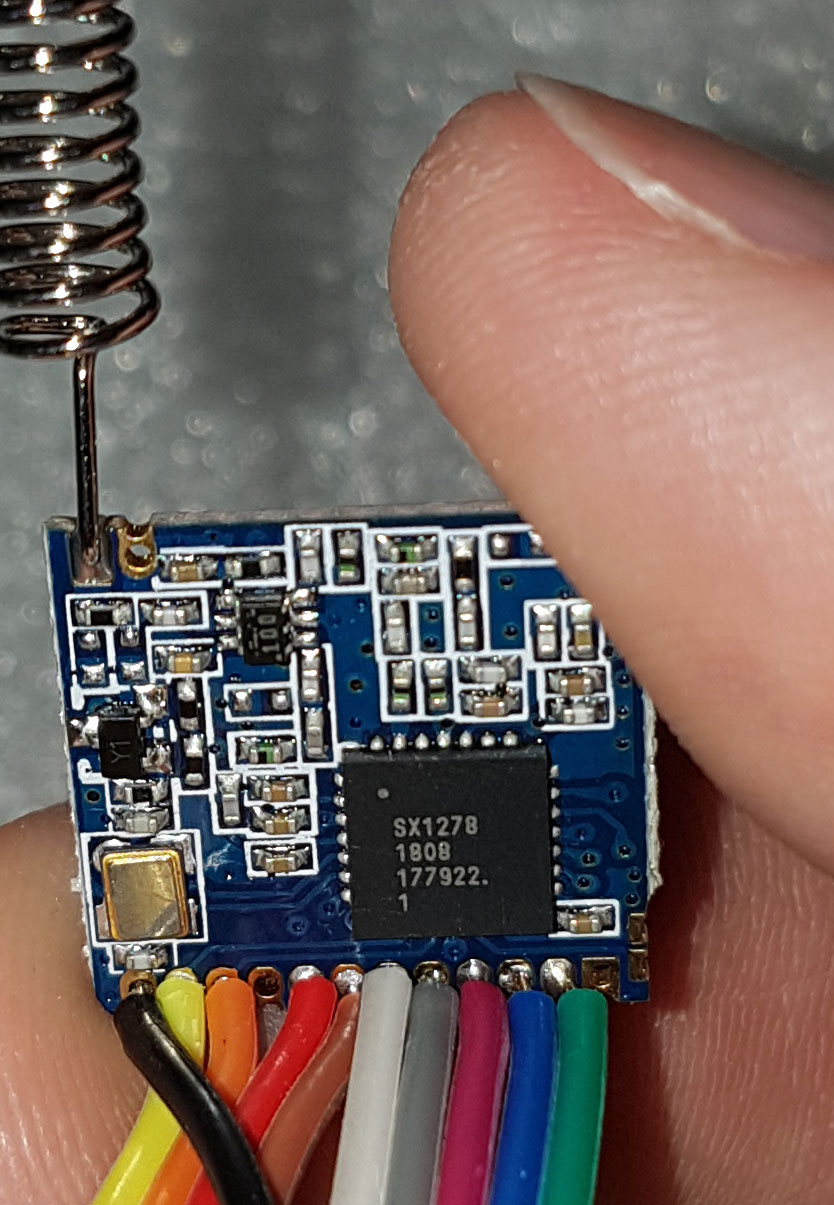
LoRa модуль

Meshtastic використовує LoRa-модулі для забезпечення довготривалого та енергоефективного зв'язку. Серед підтримуваних приймачів:
- LoRa-01 та LoRa-02 — надійні модулі для роботи з мережами Meshtastic.
- E22-400M33S та E22-400M30S — більш потужні та габаритні версії модуля M22S, що забезпечують вищу дальність зв'язку.
- LoRa модульGniceRF LoRa1268F30 — модуль з хорошими характеристиками, який також використовується в Meshtastic-мережах.

#### Антени
Для покращення дальності та стабільності зв'язку використовуються різні типи антен:
- Yagi — напрямлена антена з високим коефіцієнтом підсилення.
- Moxon — компактна напрямлена антена.
- Диполь — класичний всенаправлений варіант.

Правильний вибір антени впливає на стабільність та ефективність мережі, тому користувачі обирають відповідні моделі залежно від потреби.

#### Дисплеї
Для візуалізації даних Meshtastic підтримує різні типи дисплеїв:
- E-Ink 200x200 — енергоефективний дисплей з гарною видимістю при яскравому світлі.
- OLED 64x128 — компактний дисплей з високою контрастністю.
- OLED 32x128 — ще більш мініатюрний дисплей, що підходить для невеликих пристроїв.

Використання дисплеїв дозволяє візуалізувати статус мережі, рівень сигналу та інші корисні дані.

### Рекомендації з вибору обладнання
Для роботи з Meshtastic в Україні слід обирати пристрої, що підтримують діапазон 433 MHz (70 см). Найкращими варіантами є моделі з потужними передавачами та можливістю підключення якісних антен. Серед найпопулярніших моделей виділяється LILYGO® T-Beam (SX1268), який оснащений вбудованим GPS-модулем та забезпечує надійний зв'язок завдяки потужному передавачу. Він має слот під акумулятор 18650, що робить його зручним для автономної роботи, хоча для нього потрібно друкувати корпус.

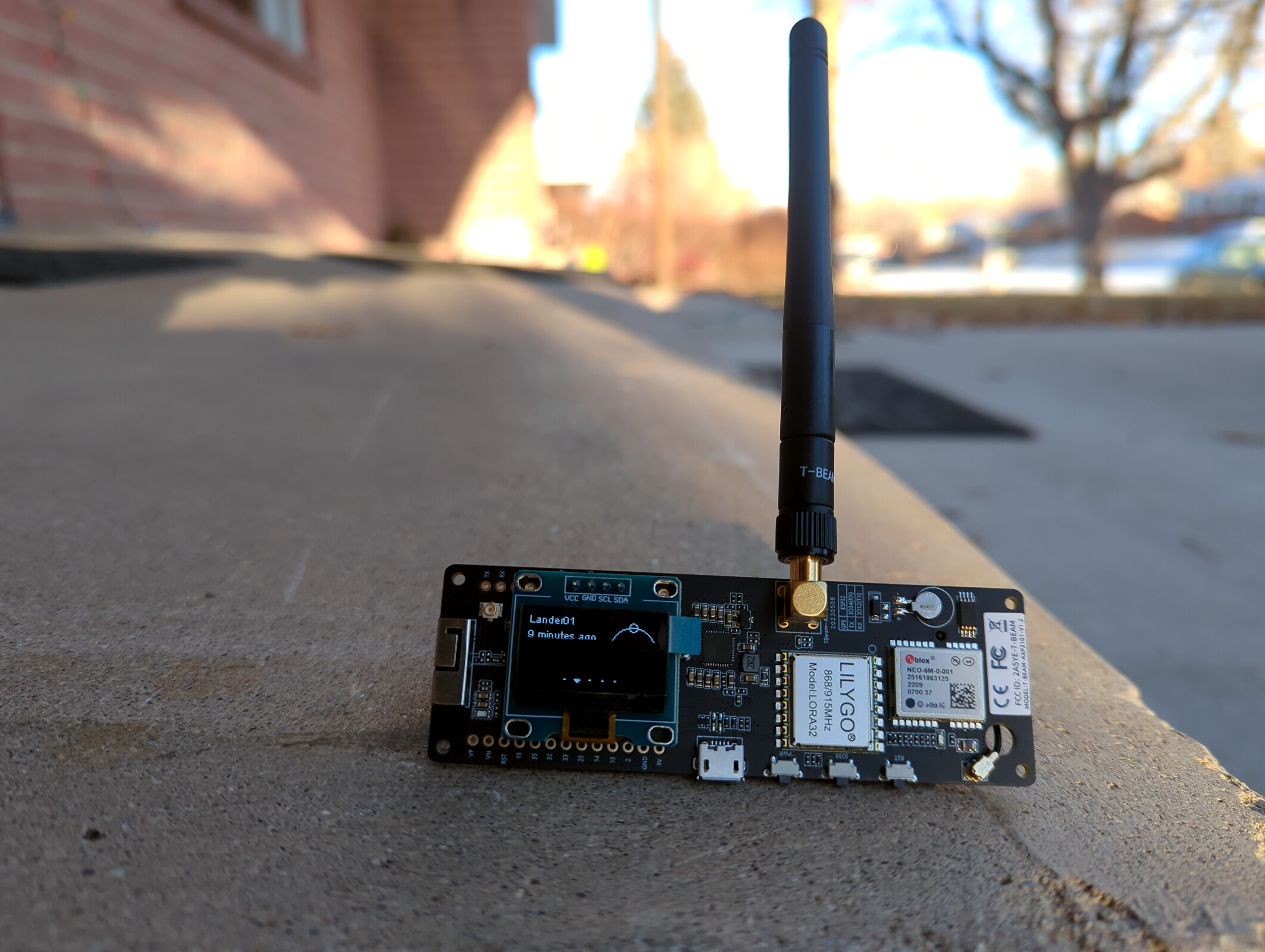
LILYGO TTGO T-Beam

Іншим варіантом є LILYGO® TTGO LoRa32 V2.1_1.6 T-Lora (SX1278), компактний пристрій з процесором ESP32, модулем LoRa та вбудованим екраном для відображення інформації. Його компактність і доступна ціна роблять його привабливим варіантом для новачків, хоча відсутність GPS-модуля та порівняно низька потужність можуть бути обмеженням.
Для тих, хто шукає розширені функції, підійде LILYGO® TTGO Meshtastic T-Echo (SX1268), який має енергоефективний дисплей, вбудований датчик температури та вологості, а також підтримує покращену потужність передачі. Він оснащений вбудованою батареєю, але не має WiFi.
Якщо потрібна максимальна потужність, варто звернути увагу на пристрої з чіпами LoRa від Ebyte чи G-NiceRF, які забезпечують до 2 Вт (30-33 dBm). Одним із таких пристроїв є Meshtastic MeshAdventurer, який завдяки своїй високій потужності дозволяє покривати великі території, хоча при цьому споживає більше енергії. Альтернативним варіантом може бути збирання власного пристрою на основі ESP32 або Meshtastic-DIY.
LILYGO® T-Deck ESP32-S3 (SX1262) є ще одним цікавим варіантом, що відрізняється наявністю клавіатури та великого дисплея, що робить його схожим на мобільний телефон. Проте він має високе енергоспоживання і потребує додаткової батареї.
Пристрої на базі SX1278 мають найнижчу потужність у 0,025 Вт (14 dBm), що дозволяє працювати лише в межах одного будинку або на відкритій місцевості без завад. Найдоступнішим варіантом є LILYGO® TTGO LoRa32 V2.1_1.6 T-Lora, який підійде для ознайомлення з мережею, хоча його потужність є обмеженням для розширеного використання.
Загалом вибір пристрою залежить від умов експлуатації, проте для стабільної роботи в межах української мережі варто орієнтуватися на моделі з вищою потужністю та можливістю підключення якісних антен.

## Meshtastic в Україні
В Україні спільнота користувачів Meshtastic почала формуватися в умовах зростаючого інтересу до незалежних засобів зв'язку, особливо після початку повномасштабної війни у 2022 році. Завдяки відкритому вихідному коду та доступності пристроїв.
Meshtastic став популярним серед волонтерів, туристів, військових та радіоаматорів. Українська мережа Meshtastic розвивається на частоті 433 МГц.
В українському сегменті мережі активні ентузіасти розробляють локальні конфігурації, адаптують пристрої до особливостей рельєфу та проводять тестування для забезпечення стабільного зв'язку. Деякі групи інтегрують Meshtastic з іншими системами, такими як APRS таLoRaWAN, розширюючи можливості використання.
Для підтримки розвитку Meshtastic в Україні створено сайт WikiMesh, який містить детальну документацію, рекомендації щодо налаштування пристроїв та корисну інформацію для новачків і досвідчених користувачів. На сайті публікуються практичні кейси використання Meshtastic, дані про частотний діапазон в Україні (433 МГц) та поради щодо підключення до загальної мережі.

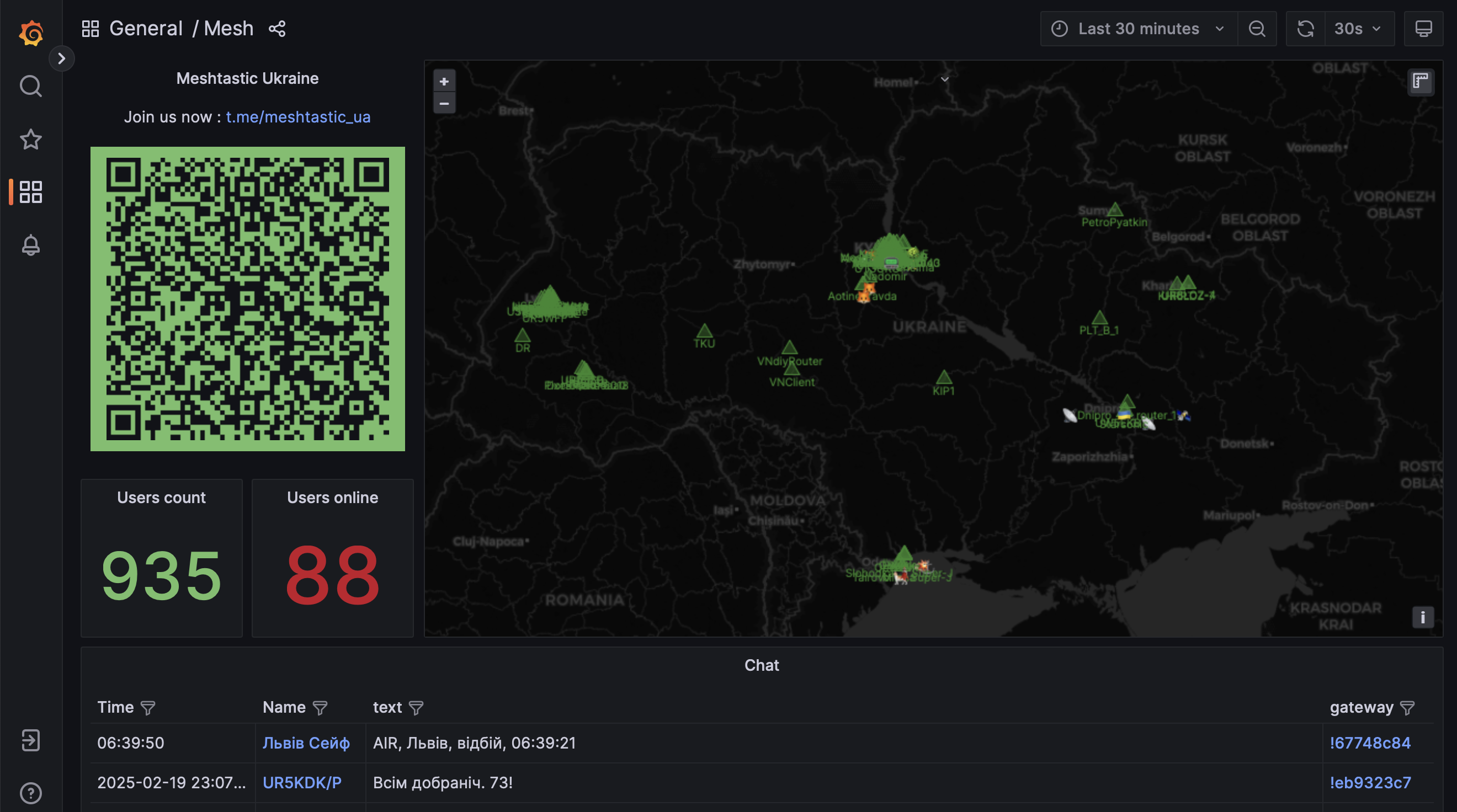
Мапа покриття Meshtastic в Україні

Також українська спільнота підтримує карту мережі: mesh.in.ua. Вона відображає активні Meshtastic-вузли в Україні в режимі реального часу. Користувачі можуть бачити покриття мережі, знаходити найближчі вузли та аналізувати якість зв'язку. Карта оновлюється автоматично, що дозволяє відстежувати розвиток мережі.
Окрім цього, для користувачів APRS в Україні є карта: APRS Map. Ця карта відображає всі активні APRS-станції та транспортні засоби, що передають координати в реальному часі. Завдяки інтеграції APRS з Meshtastic, можна отримати додаткові можливості для відстеження об'єктів і покращення зв'язку в мережах бездротового зв'язку.